# آیمیم
آیمیم (انگلیسی: Imeem) شرکت نرم‌افزار آمریکایی است، که در سال ۲۰۰۳ تأسیس شد.